# Nicolas Witkowski
Nicolas Witkowski (* 29. September 1949 in Échauffour; † 5. Juli 2020 in Vivoin) war ein französischer Physiker, Lehrer, Wissenschaftsjournalist, Übersetzer und Herausgeber. 
Zusammen mit dem Physiker Sven Ortoli brachte Witwowski sein bisher bekanntestes Buch „Die Badewanne des Archimedes“ (Piper Verlag, 1996) heraus. Er lehrte Physik am Lycée général et technologique l'Agora, kurz Lycée Agora, in Puteaux. Von 1997 bis 2001 war er redaktioneller Koordinator des „Dictionnaire culturel des sciences“. Er war Herausgeber der Sammlung „Points Sciences“ des Seuil-Verlags.

## Schriften
- La Baignoire d'Archimède, petite mythologie de la science, avec Sven Ortoli, Seuil, 1996.
- Une histoire sentimentale des sciences, Seuil, 2003.
- Trop belles pour le Nobel, les femmes et la science, Seuil, 2005.
- Papillonnages, une histoire culturelle du papillon, Seuil, 2007.
- Petite métaphysique des jouets, éloge de l’intuition enfantine, La Martinière 2011.
- Science infuse, dictionnaire politique des sciences, Don Quichotte, 2013.